# Učící se organizace
O rozvoj konceptu učící se organizace se zasloužil americký vědec v oboru managementu Peter Senge. Ve své knize Pátá disciplína pohlíží na organizace jako na dynamické systémy ve stavu nepřetržité adaptace a zlepšování. To znamená, že důležitější než lidi učit je podporovat jejich schopnosti učit se.
Peter Senge ve své knize prohlásil, že „v dnešní době je jedinou možnou konkurenční výhodou, kterou firma může získat, schopnost učit se rychleji, než konkurence."
Koncept učící se organizace je základem pro úspěšnou a dobře fungující společnost. Důležitým prvkem v tomto prostředí je člověk jako jedinec s pozitivním přístupem k vlastnímu rozvoji a chutí vzdělávat se v neustálém učení sebe sama.

## Charakteristiky
1. Osobní mistrovství
2. Mentální modely
3. Sdílená vize
4. Týmové učení
5. Systémové myšlení